# Percepció
La percepció, dins del sistema general de processament de la informació, o sistema cognitiu, ha estat definida com el procés d'extracció activa d'informació i d'elaboració de representacions. La percepció és un suport bàsic de tots els processos cognitius superiors com són la memòria, l'aprenentatge, el raonament, el pensament...
D'aquesta manera la percepció permet rebre un estímul, el qual és processat per la memòria (memòria sensorial); és enviat a la memòria de curt termini, que pot ser enviada o retornada a una de llarg termini, però que, sigui com sigui, produeix una resposta externa a l'estímul originari.
Ara bé, la qüestió clau n'és: quina és la certesa o incertesa del nostre coneixement? És a dir, ¿la realitat es correspon amb la representació cognitiva que en té l'ésser humà, o el món cognitiu és solament un producte inventat per la ment humana? Són fiables les dades que els òrgans sensorials capten de l'exterior? Com que les dades extretes de l'estímul són interpretades, de vegades cometem errors d'interpretació perquè basem la interpretació en pistes inadequades. L'empirisme sosté que la informació sensorial és l'única font de coneixement vàlida; a aquesta concepció es contraposa el racionalisme, que defensa que davant l'engany al qual ens porten, a vegades, els sentits, el fonament autèntic del nostre coneixement són les idees clares i distintes.
La psicologia de la percepció s'ocupa precisament de l'estudi de la interacció entre les dades sensorials (informació extreta pels sentits) i el processament cognitiu, mitjançant l'estudi de les il·lusions perceptives i de certs efectes particulars, els quals es posen de manifest en condicions d'estimulació determinades.

## Normes de Gestalt
La psicologia de la Gestalt és un corrent de pensament dins de la psicologia moderna, sorgida a Alemanya a principis del segle xx, i els seus exponents més reconeguts han estat els teòrics Max Wertheimer, Wolfgang Köhler, Kurt Koffka i Kurt Lewin. Aquesta psicologia conté algunes lleis i normes que poden resultar útils a l'hora d'entendre la percepció. Algunes normes que han sigut acumulades per la Gestalt són:

### Llei de semblança

Exemple de la llei de semblança

La nostra percepció acostuma a percebre els elements semblants o idèntics en grandària, color o forma com a pertanyents a la mateixa forma. (https://www.uv.es/asamar4/exelearning/index.html)
L'ull humà sol percebre elements similars en un disseny com una imatge completa, forma o grup, fins i tot si aquests elements estan separats. El cervell sembla crear un vincle entre elements de naturalesa similar. Després, els percebrem en una relació entre si, separant-los d'altres elements d'un disseny. Els ulls humans són bons per omplir "buits" o connectant "punts".
La semblança està influenciada per la forma, la mida i el color dels elements. Quan es barregen objectes amb un alt grau de semblança entre si amb un grup d'objectes diferents, el cervell dedica temps i energia a crear un enllaç entre aquests perquè pugui entendre la seva relació.

### Llei de proximitat

Exemple de la llei de proximitat

La llei de la proximitat descriu com l'ull humà percep connexions entre elements visuals. Es considera que els elements que s'apropen entre si es relacionen quan es comparen amb elements que estan separats entre si. La nostra percepció tendix a percebre junts els elements pròxims en el temps i l'espai.
La llei de proximitat ens permet utilitzar espais en blanc, per exemple, per generar relacions percebudes entre diferents elements. En el material escrit, la llei de proximitat ens permet tenir sentit del text en general. Això també és cert per a l'espaiat dels paràgrafs i per als elements més dispars del text en una pàgina web. L'espaiat entre blocs de text ens indica la probabilitat que es relacionen entre si.

### Llei de continuïtat

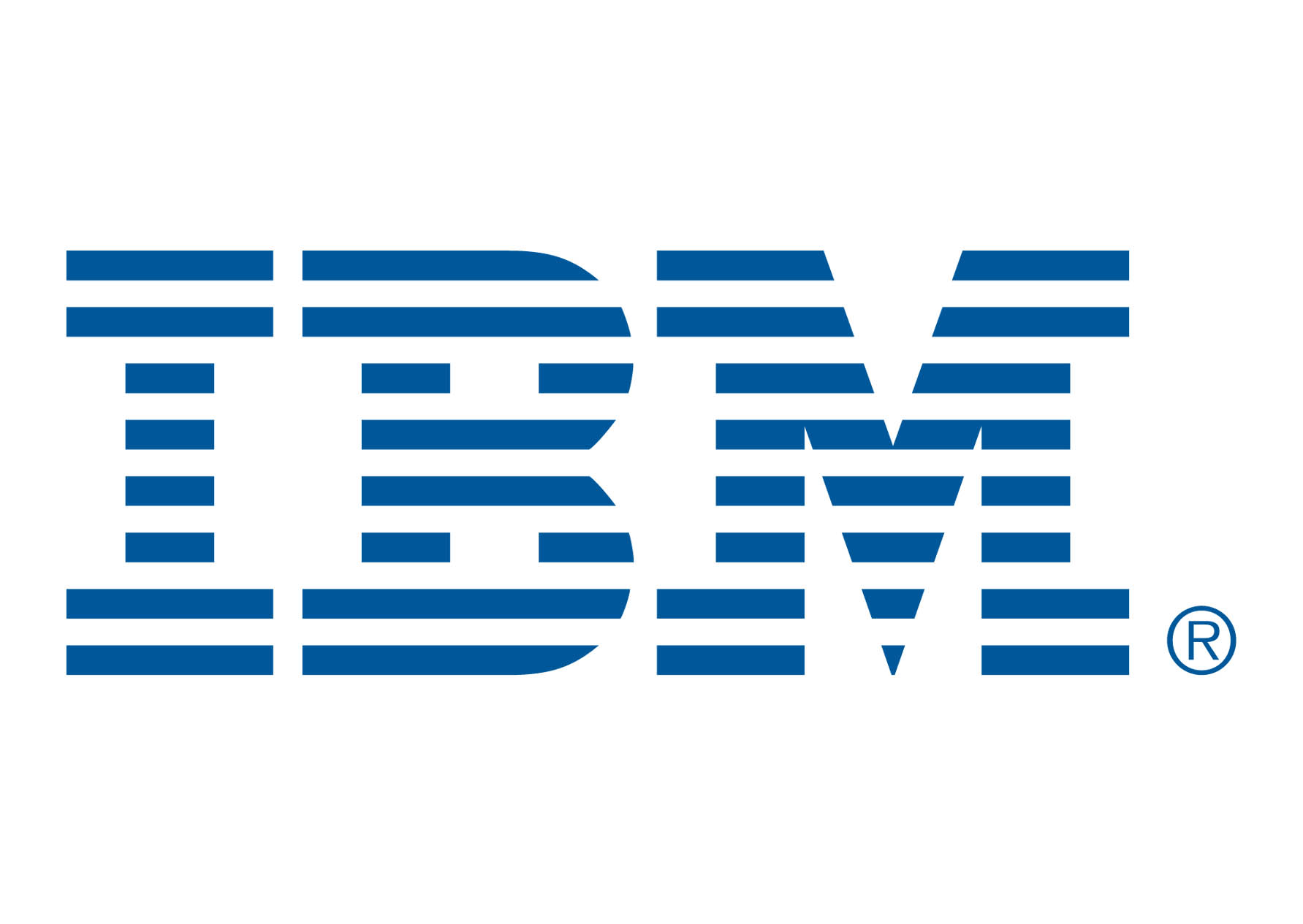
Exemple de la llei de continuïtat en el logotip de l'empresa IBM

Els detalls que mantenen un patró o direcció tendixen a agrupar-se junts, com a part d'un model. És a dir, es perceben elements continus encara que estiguen interromputs entre si.
La llei de la continuïtat afirma que l'ull humà segueix línies, corbes o una seqüència de formes per tal de determinar una relació entre elements contemplats.
La llei de continuïtat pot dur a terme efectes positius i negatius en dissenys. L'efecte positiu és l'espai en un disseny que està format per l'assumpte: la imatge que inserim. L'efecte negatiu és la resta de l'espai al voltant i entre les vores d'aquest objecte. Quan veiem un disseny, els nostres ulls tendeixen a dibuixar una línia que connecta els diferents elements.

### Llei de contrast

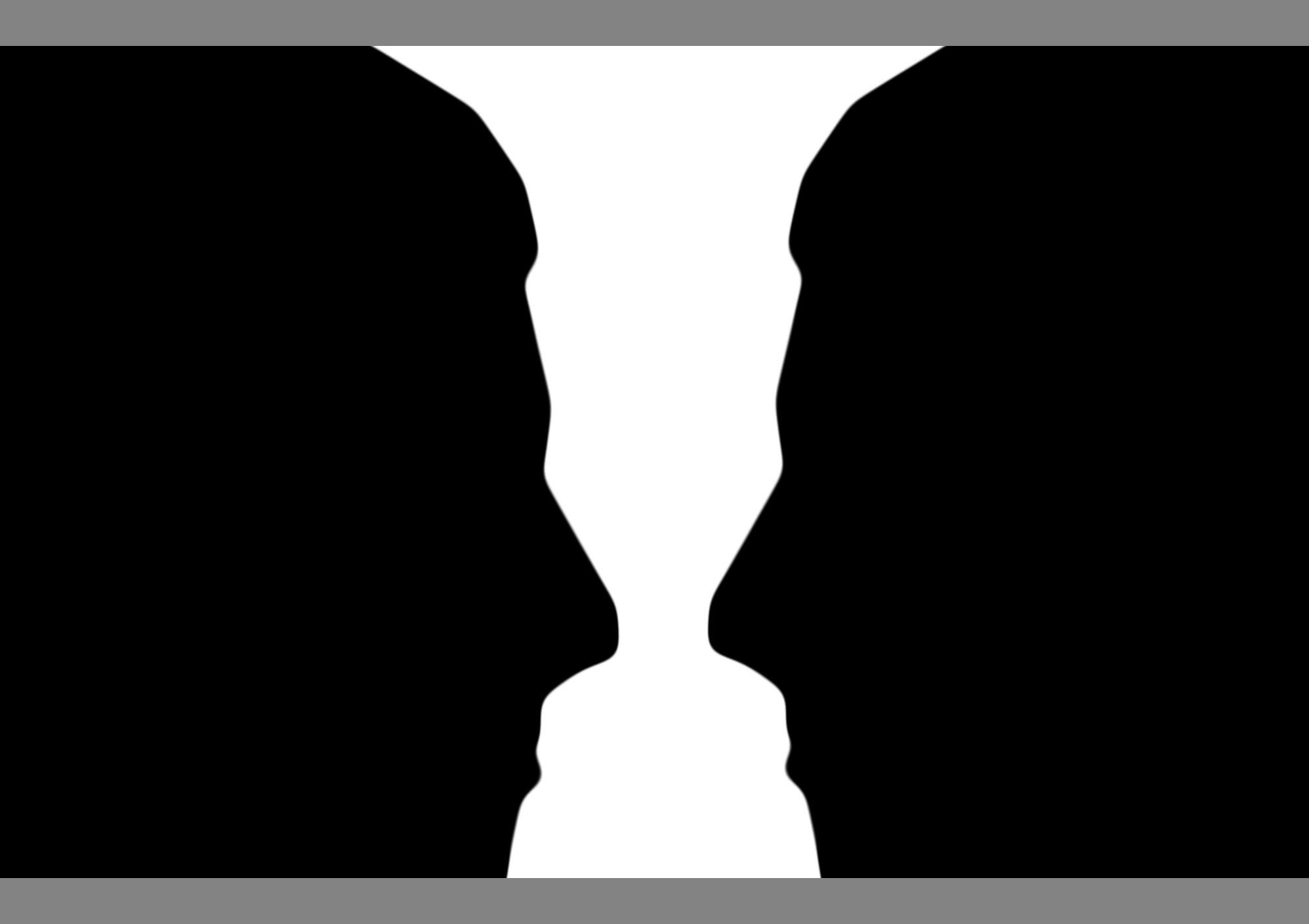
Exemple de la llei de contrast

Un element se'n distingeix de la resta per la seua singular especificitat, per la forma, mida, color o altres qualitats pròpies de l'objecte.
La llei de contrast es refereix a la tendència del sistema visual per simplificar una escena en l'objecte principal que estem observant (la figura) i tota la resta que en forma el fons. El concepte sovint s'il·lustra amb la clàssica il·lusió "rostres o gerros", també coneguda com el gerro de Rubin. Segons si vegeu el negre o el blanc com a figura, podeu veure dues cares en el perfil (és a dir, percebre el color fosc com a figura) o un gerro al centre (és a dir, veure el color blanc com a figura).
En mirar una escena visual, la gent tendeix a buscar maneres de diferenciar-ne les figures. Algunes maneres en què la gent ho fa són:
Buit: els objectes en primer pla tendeixen a ser nítids i diferents, mentre que els del fons són borrosos o nebulosos.
Contrast: l'alt contrast entre els objectes pot conduir a la percepció de la figura i el sòl. El gerro Rubin n'és un exemple.
Mida: les imatges que semblen més grans es perceben com a més a prop i una part de la figura, mentre que les que són més petites semblaran més lluny i formaran part del fons.
Separació: un objecte aïllat de tota la resta d'una escena visual és més probable que es vegi com una figura versus fons.

Exemple de la llei de clausura

### Llei de clausura
La nostra percepció tendix a tractar de completar el que percibem per a donar-li sentit.
La llei del tancament explica com percebem formes incompletes. Quan hi ha informació que falta en una imatge, l'ull ignora la informació que falta i omple els buits amb línies, colors o patrons de la zona circumdant per completar la imatge. En realitat, no hi ha fronteres ni línies entre aquesta àrea (el fons) fora de la imatge que estem completant i els antecedents que hem determinat que formen part de la imatge.

## Etapes d'Arnheim
Com explica Rudolf Arnheim en el llibre Art i percepció visual: psicologia de l'ull creador, malgrat viure en la mateixa realitat cadascú interpreta el món d’una manera diferent. En la seua obra defensa que centenars de persones poden ser al mateix lloc i ninguna versió dels fets que transmetran serà igual que una altra. Arnheim explica com això és possible gràcies a la percepció, la qual definix com el procés pel qual s’interpreta el que capten els sentits.

### Selecció
Per entendre el procés perceptiu, Arnheim recalca que el que capten els sentits són sensacions. La interpretació que realitza el cervell d’aquestes és la percepció, és a dir, segons ell la percepció és el que s'interpreta del que es capta.
Arnheim explica que el cervell no llig tot el que rep, sinó que constantment està seleccionant els estímuls més imprescindibles. Ho fa mitjançant l’atenció, qualitat necessària, ja que arriben més estímuls dels que es poden atendre.
Exemplificant-ho, Daniel Simons i Christopher Chabris crearen un vídeo en què l'espectador ha de comptar la quantitat de vegades que es passen el baló les persones amb samarreta blanca. En concentrar-se en aquesta acció, el públic no se n’adona que al mateix temps que estaven jugant a la pilota, un goril·la passava entre ells.
Rudolf Arheim explica en el seu llibre que aquesta capacitat de selecció l’aplica la vista en tot moment. De manera inconscient, el cervell elimina elements innecessaris per centrar-se en allò que realment importa. Un exemple que trobem al rostre humà és el nas. El cervell l'elimina constantment però si conscientment es decideix prestar-li atenció es pot veure. Igual ocorre amb les ulleres i amb la mascareta. També existeix un punt cec al nostre sistema ocular. Es tracta del punt que connecta el nervi òptic amb el cervell. A més, la vista humana està dissenyada per enfocar només el que tenim al davant, els laterals queden desenfocats. El mecanisme que es fa servir per posar solució a aquests “defectes” consistix a fer una vista general quan arribem a un nou lloc. A partir d’aquesta informació el nostre cervell elimina o completa allò necessari per percebre una imatge nítida i clara. El resultat és el que es veu, la percepció òptica que hi ha de la realitat.

### Il·lusions òptiques i moviment
El nostre cervell selecciona i interpreta el que veiem, i a més, com apunta Arheim, és possible enviar-li uns senyals determinats perquè capte una cosa en concret. És possible mitjançant les il·lusions òptiques.
La més comuna i la que s’experimenta cada dia segons El País és la il·lusió del moviment. En les pel·lícules i vídeos realment no hi ha un moviment continu com en la realitat, sinó que un nombre concret d’imatges es disposen en un temps reduït, intercalant entre elles imatges negres. Pixar va mostrar un exemple molt visual d’aquest fet en l'exposició “25 anys d'animació”, es tracta d’un zoòtrop. Els investigadors han anat experimentant fins a descobrir que si es disposen vint-i-quatre imatges o fotogrames per segon, frames, el cervell ho capta com a moviment, ja que no li dona temps a diferenciar-les per separat. Seguint aquesta lògica, en disposar menys fotogrames en més temps, semblarà que l’acció vaja molt ràpid, i al contrari.
Miguel Ángel Bargueño explica en un article d'El País la il·lusió òptica que ens fa completar un espai buit, utilitzada, segons ell, especialment des de temps de pandèmia. Com explicava en l'article, la mascareta s'ha implementat des de fa un temps en la vida quotidiana, i això fa que quan algú la porta el cervell ompli mentalment els espais incomplets, fent més atractiva la persona. Investigadors de la Universitat de Pensilvània (Estats Units) demanaren a 500 persones que avaluaren l’atractiu d’un conjunt d’homes i dones amb i sense mascareta. En l'article publicat a l’agost del 2020 conclogueren que “els rostres coberts amb mascaretes poden ser jutjats com més atractius que aquells que no ho són”.
La psicòloga Elena Darprá, portaveu del Col·legi Oficial de Psicòlegs de Madrid, afirmà que “quan més simètrics són els trets, més atractiva trobem la persona”. És a dir, segons Bargueño, el cervell completa simètricament les faccions d’altre individu quan porta mascareta, però, com ell indica, el cos humà no és totalment simètric, i per això es rep una sorpresa desagradable en veure sense mascareta a qui es coneixia amb mascareta.
En la percepció intervenen diversos components, tant físics com psíquics.

### Components psíquics de la percepció
Com indica la clínica Kahlo, entre els factors necessaris per completar la percepció es troben components psíquics: memòria, imaginació i intel·ligència.
En l'article sobre psicologia publicat al 2019, la clínica plantejava que la memòria permet emmagatzemar i recuperar experiències passades, i facilita el reconeixement i la interpretació de sensacions.
La imaginació, l'explicaren com la capacitat de representar mentalment un objecte o situació sense estímuls, i la intel·ligència com la capacitat d’adaptar-se a situacions noves i resoldre problemes no viscuts anteriorment.
La representació que es fa del món depèn en part d’aquests factors, per tant, segons ells diferents persones poden arribar a conclusions oposades d’un mateix fet.
Aquesta idea va nàixer anys abans amb els psicòlegs Fritz Heider i Mary-Ann, els quals van crear un experiment el 1944 que es basava en l'elaboració d'un vídeo. En projectar-lo, preguntaren als espectadors què havien vist i aquests contestaren coses com: “El triangle gran està gelós; persegueix al petit i al cercle fins que escapen; en un atac d'ira destrueix la seua pròpia casa; era molt agressiu, etc." El que els psicòlegs feren realment fou moure tres figures aleatòriament: el triangle gran, el petit i el cercle. Els espectadors, en canvi, buscaren significat al que els seus sentits rebien. Com explicaren els psicòlegs, reconegueren en les figures geomètriques personatges amb sentiments que actuaven seguint una raó: el triangle ataca perquè està gelós, el cercle fuig perquè té por, etc. Cadascú va interpretar un conflicte diferent, però tots es posaren d’acord en una cosa: no actuaven sense motiu, sinó seguint uns motius, com ocorre en la vida real, és a dir, interpretaren el vídeo segons el que coneixien. El varen percebre seguint la seua memòria i reconegueren accions que havien vist abans als moviments de les figures. S’adaptaren intel·ligentment a aquest format fent equivalències entre figures geomètriques i persones humanes. Finalment, imaginaren els sentiments que provocaven les suposades accions per justificar els comportaments dels triangles i del cercle.

### Procés perceptiu
S’han comentat alguns dels factors que intervenen en el procés perceptiu.
Perquè es puga dur a terme el procés en si l'element percebut s’ha de trobar en el món físic. En ell ocorreran estímuls que captaran els òrgans sensorials. La informació arribarà i s’organitzarà en el cervell fins a obtindre una percepció o una altra segons els components psíquics, els subjectius i els culturals.
Un exemple per entendre el procés pot ser una situació en què algú veu dues persones besant-se. El procés perceptiu comença quan en el món físic hi ha aquest estímul: el bes entre dues persones. Es capta mitjançant els òrgans sensorials: els ulls. La informació passa pel cervell i aquest la interpreta segons una sèrie de components. Segons els components psíquics s’utilitza la memòria per reconèixer el moviment i d'acord amb els components subjectius la reacció variarà segons la personalitat del receptor. Si és una persona tímida, segurament intentarà escapar de la situació; en canvi, si és més extravertida, somriurà en veure’ls. També s’ha de tindre en compte el context cultural. Com vivim al segle xxi aquesta persona no s’escandalitzarà, però potser ho faria en altre moment històric. Quan acaba aquest procés, en qüestió de mil·lisegons, tenim la percepció final: una parella besant-se a la qual responem de forma positiva.
La percepció és un procés complex en el qual intervenen una gran quantitat de factors. S’han de conèixer per entendre el funcionament d’aquest sistema.